# 3e Gemechaniseerde Infanteriedivisie

Insigne van het Britse 3e Gemechaniseerde Infanteriedivisie

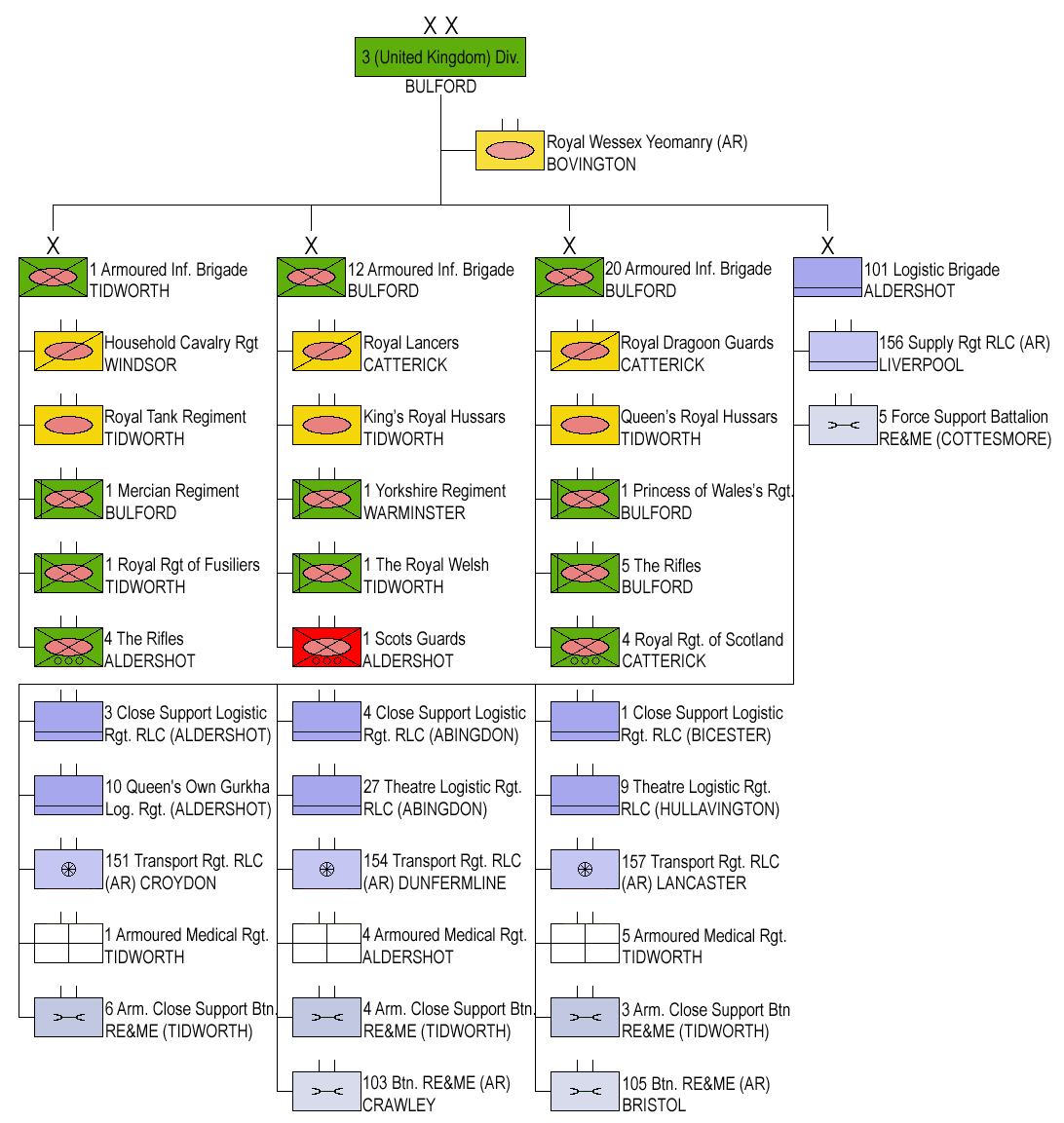
Divisiestructuur

De 3e Gemechaniseerde Infanteriedivisie (Engels: 3rd Mechanised Division), oorspronkelijk de 3e Infanteriedivisie (3rd Infantry Division), is een Britse gemechaniseerde infanteriedivisie. Het hoofdkwartier van de divisie is in Bulford in het zuidwesten van Engeland.

## Geschiedenis
De 3e Infanteriedivisie was betrokken bij de napoleontische oorlogen, de Krimoorlog, de Eerste Wereldoorlog en de Tweede Wereldoorlog.
De eenheid werd opgericht in 1809 door Arthur Wellesley, hertog van Wellington. De divisie was betrokken bij verschillende gevechten tijdens de Spaanse Onafhankelijkheidsoorlog. De 3e Infanteriedivisie speelde een rol tijdens de Slag bij Quatre-Bras en de Slag bij Waterloo.
De 3e Infanteriedivisie kwam opnieuw in actie tijdens de Krimoorlog. Tijdens de Eerste Wereldoorlog maakte de 3e Infanteriedivisie onderdeel uit van het British Expeditionary Force en diende aan het Westfront.
In 1940, na het uitbreken van de Tweede Wereldoorlog, werd de 3e Infanteriedivisie als deel van het British Expeditionary Force naar Frankrijk gezonden. Na de evacuatie bij Duinkerke verbleef de infanteriedivisie vier jaar in Groot-Brittannië. Tijdens Operatie Overlord landde de 3e Infanteriedivisie op Sword Beach. Daarna was de divisie betrokken bij Operatie Market Garden, de Slag om Overloon, Operatie Veritable en Operatie Plunder.
In april 1951 werd de divisie hervormd. Het was tussen 1976 en 1991 een pantserdivisie in het British Army of the Rhine. Nu staat de divisie bekend als de 3e Gemechaniseerde Infanteriedivisie (3rd Mechanised Division). 